# Dardurus saltuosus
Dardurus saltuosus là một loài nhện trong họ Amaurobiidae.
Loài này thuộc chi Dardurus. Dardurus saltuosus được Hugh Davies miêu tả năm 1976.